# Kensuke Hijikata
Kensuke Hijikata (土方 健介, Hijikata Kensuke, né en 1922) est un photographe japonais.